# Gareth Taylor
Gareth Keith Taylor (Weston-super-Mare, 25 februari 1973) is een voormalig profvoetballer uit Engeland, die uitkwam voor het nationale team van Wales. Hij speelde als centrale aanvaller en beëindigde zijn loopbaan in 2012 bij Wrexham FC.

## Interlandcarrière
Onder leiding van bondscoach Bobby Gould maakte Taylor zijn debuut voor het nationale team van Wales op 15 november 1995 in de EK-kwalificatiewedstrijd in en tegen Albanië (1-1), net als John Robinson (Charlton Athletic) en Robbie Savage (Crewe Alexandra). Hij speelde destijds voor Crystal Palace. Taylor begon in de basis en moest na 84 minuten plaatsmaken voor Robinson. Hij speelde in totaal 15 interlands. Zijn eerste en enige interlandtreffer maakte hij op 18 februari 2004 in de vriendschappelijke wedstrijd tegen Schotland  (4-0).